# Leucania falklandica
Leucania falklandica là một loài bướm đêm trong họ Noctuidae.